# Lonchaea limatula
Lonchaea limatula är en tvåvingeart som beskrevs av Collin 1953. Lonchaea limatula ingår i släktet Lonchaea och familjen stjärtflugor. Arten är reproducerande i Sverige. Inga underarter finns listade i Catalogue of Life.